# Валовий виторг
Валовий виторг або Загальний виторг (англ. Gross sales, gross revenue, total revenue, total sales) — загальна сума надходжень суб'єкта господарювання від усіх видів діяльності.    
Чистий виторг / скоригований виторг (англ. Net sales) — загальний виторг підприємства за вирахування непрямих податків: ПДВ та акцизний збір.
Валовий прибуток / загальний прибуток (англ. Gross profit, total profit) - чистий виторг мінус витрати на виробництво (англ. cost of goods sold)
Поняття «валовий дохід» / (англ. gross income) ширше поняття «чистий дохід» (англ. net income). Чистий дохід підприємства є складовою частиною валового доходу підприємства.   
Чистий прибуток (англ. Net profit, net income) — частина виручки, що залишається після відшкодування всіх витрат на виробничу і комерційну діяльність підприємства.
Прибуток є основним фінансовим джерелом розвитку підприємства, науково-технічного вдосконалення його матеріальної бази і продукції всіх форм інвестування. Він є джерелом оплати податків і з урахуванням значення прибутку вся діяльність підприємства спрямована на його зростання.
Щоб розрахувати валовий прибуток підприємства, потрібно від загального доходу відняти загальні витрати підприємства, тобто: 
- TP = TR — TC, де
  - TP (Total Profit) — загальний прибуток
  - TR (Total Revenue) — загальний виторг,
  - TC (Total Cost) — загальні витрати.

Такий прибуток називається балансовим. Із балансового прибутку сплачується податок на прибуток. Величина, що залишилась, називається чистим прибутком (Net Profit).